# 盔甲

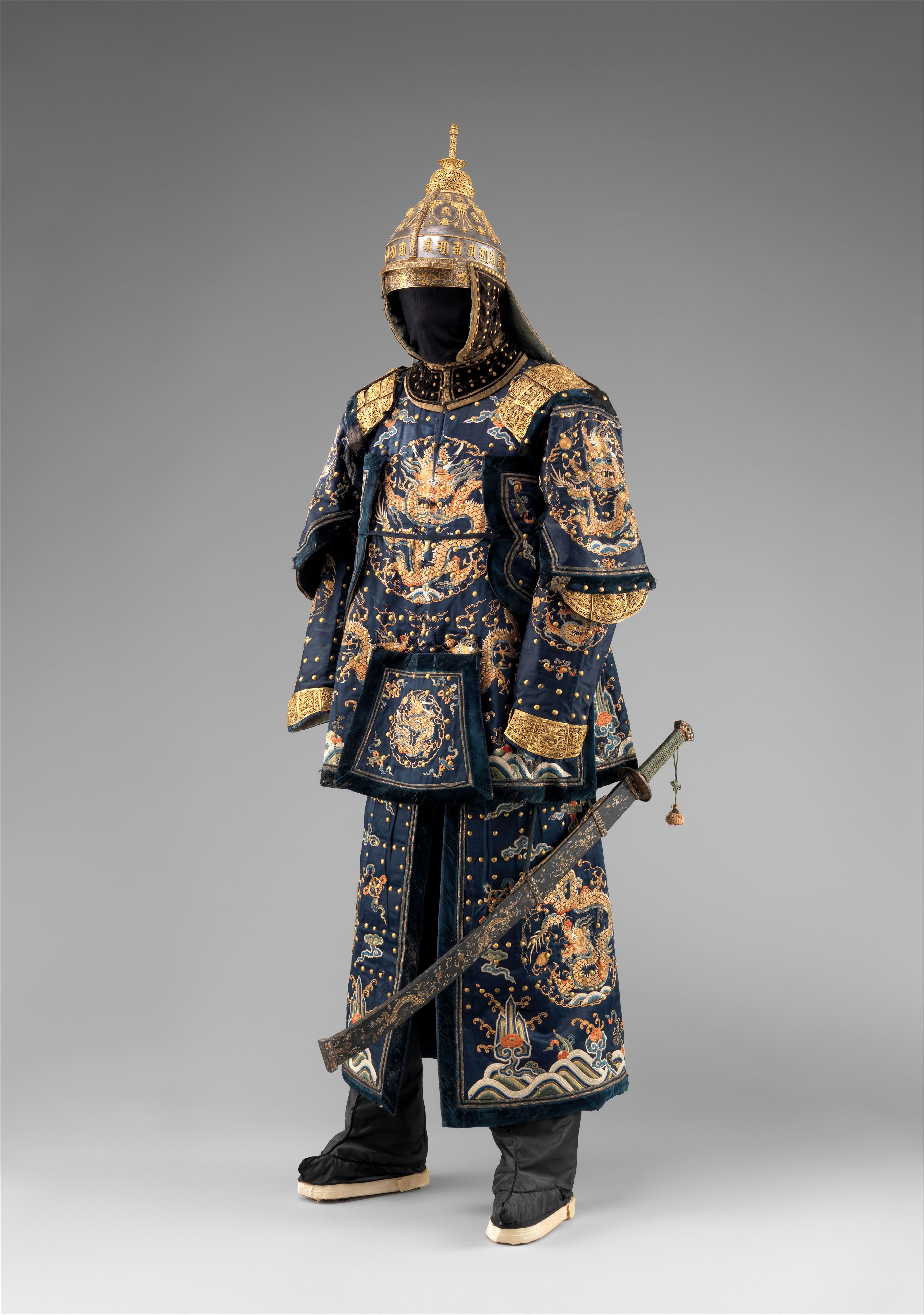
清朝时期的盔甲

盔甲，是人類在武力衝突中保護身體的器具，也叫甲冑、鎧甲。其中盔與冑都是指保護頭部的防具；鎧與甲是保護身體的防具，主要用来保護胸腹的重要臟器。

## 歷史
自從人類穿上皮衣抵擋敵人武器的攻擊，盔甲和武器就展開了彼此间永無止盡的競爭。

## 上古時代
考古學家猜測盔甲最早有可能是用獸皮、柳條、有墊襯材料的布套、木頭和石头製成的。中國神話中皮甲据说是夏朝帝杼发明的。
後來發展出青銅技術，而目前出土的青銅盔甲中，最早出現於歐洲，西元前1500年左右的希臘底比斯 (希臘)。再來中亞的斯基泰人獨步全球首先發明了鐵器以及世界最早的鋼鐵技術。在盔甲的普及過程中，還出現了頸甲、面甲、腕甲、胸甲、護手等防護特定部位的配套甲具。

## 中古時代

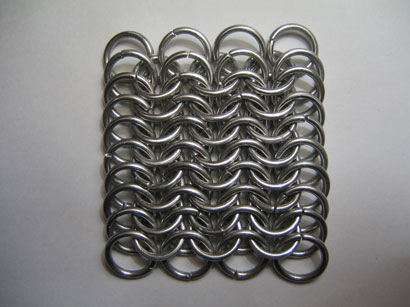
鏈甲的結構。

到了歐洲古典時代，以金屬環製成的鎖子甲被發明，中世紀的封建時代更推進到防護更全面的板甲。盔甲在欧洲和日本等地格外受到重视。
鎖子甲在歐洲使用了約1000年，從十四世紀開始，發明了用熟鐵澆鑄的板甲，受限於鍛製技術，需要彎曲的關節部份為鎖子甲代替，為板金甲與鎖子甲的混裝。到了15世紀與16世紀，甲冑關節處理工藝的改善，鍛打工藝的更精進，使軟鋼製全板甲出現成為可能。板金甲防護力比鎖子甲更優秀，且鎖子甲雖然是軟的，但其關節活動仍會受到許多影響，而全板甲的關節部份是可活動的，盔甲工藝的進步使得關節遠比早期板金甲更為靈活，也就逐漸取代鎖子甲。板金甲的胸甲厚約2mm，由軟鋼鍛打，其防護力可抵禦稱雄歐洲300年的英國長弓，在1415年Agincourt戰役與1513年Flodden 戰役，都可以看到長弓對板金甲的作用可以說是微乎其微。後來只有靠機械發射的火槍及弩才有可能打穿板甲，依賴人力射擊的長弓已經很難達到破甲的要求，因此英國於1595年頒布了“終止長弓法令”。

## 近古
十五世紀开始，火器逐渐成為戰場常客，子彈的貫穿力使得當時的盔甲難以適應，所以由全身甲慢慢演变為四分之三甲，又变为半身甲，後來更簡化為胸甲或護心甲。隨著護甲不斷增加厚度以防禦愈發進步的火器，防護範圍也迅速減少。
十八世紀時盔甲几乎完全消失在欧洲戰場上，雖然也有如拿破仑青睞胸甲骑兵的例子，並一時取得了相当的战术价值；但隨著時代演進，槍砲威力成長急速，笨重又無法抵禦砲火射擊的金屬盔甲全面退出战場，不再使用。

## 現代
現代護甲完全為針對槍彈與炸藥碎片所製作，所以稱為防彈衣，各式防彈衣對遠程子彈射擊與尖銳碎片有一定抵禦作用，頭部則以鋼盔保護。

## 盔甲種類

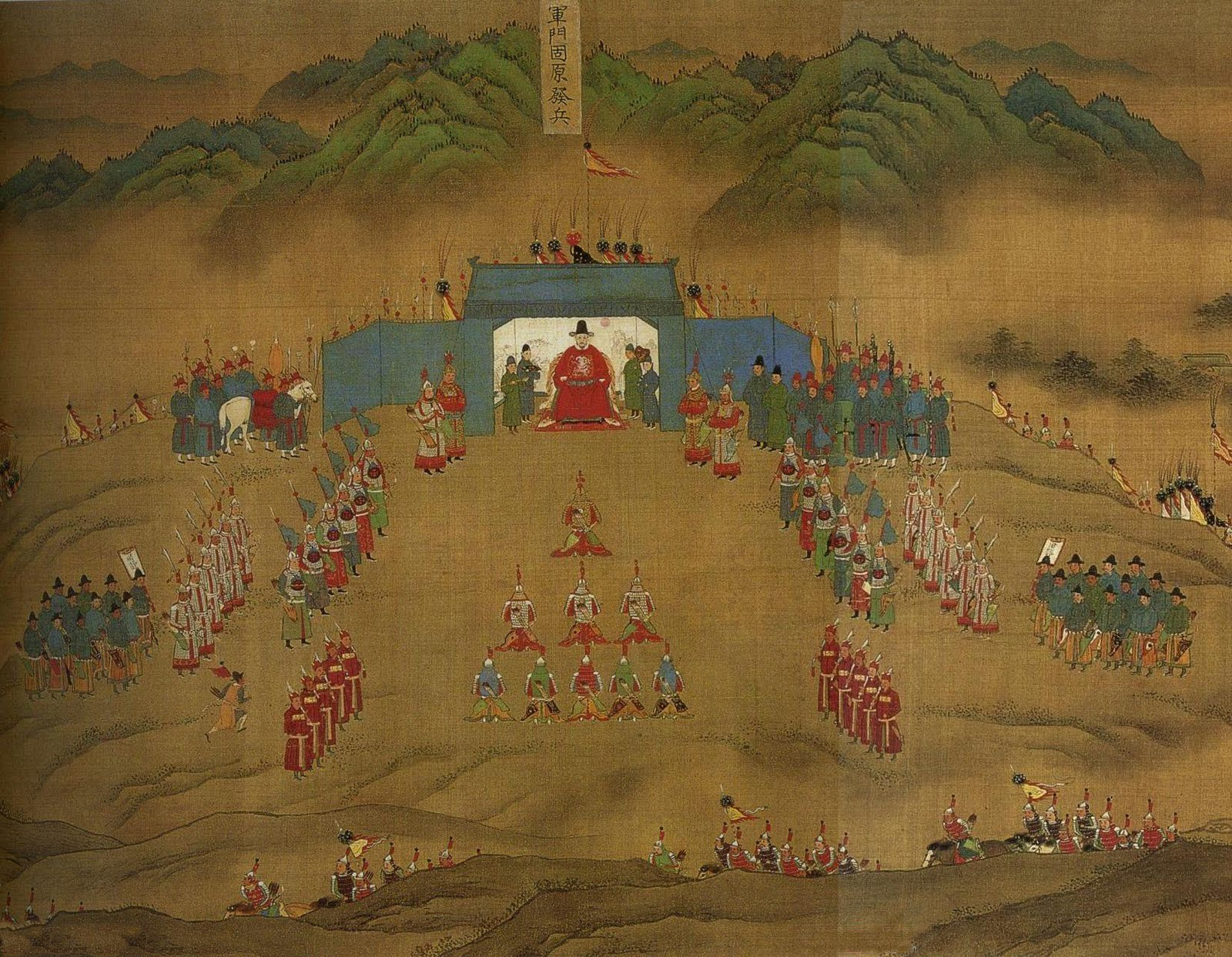
明军

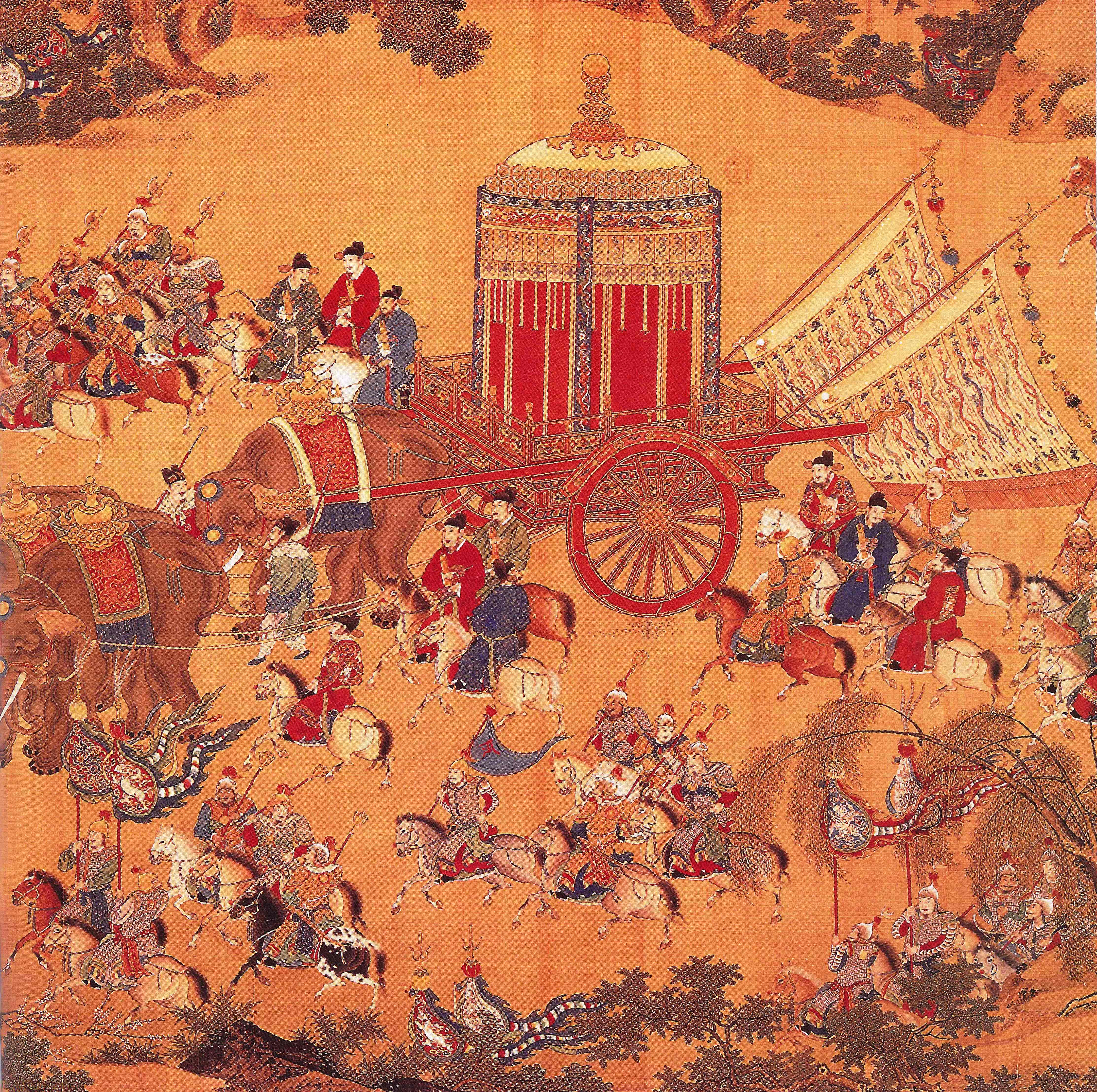
宣德时期，皇帝行军的细节

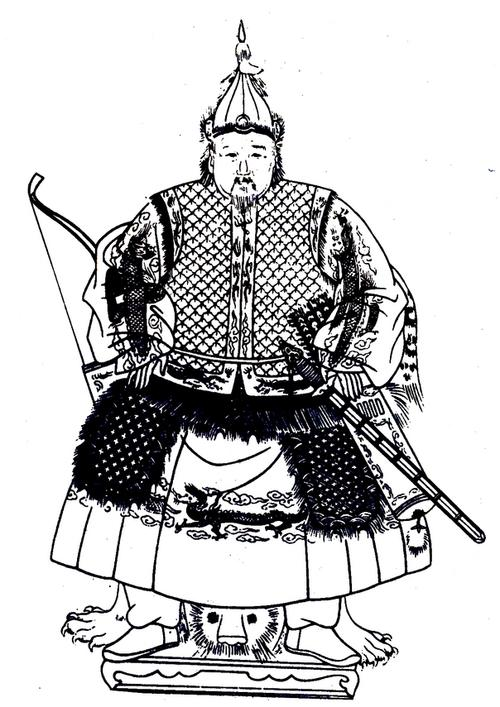
明军军官

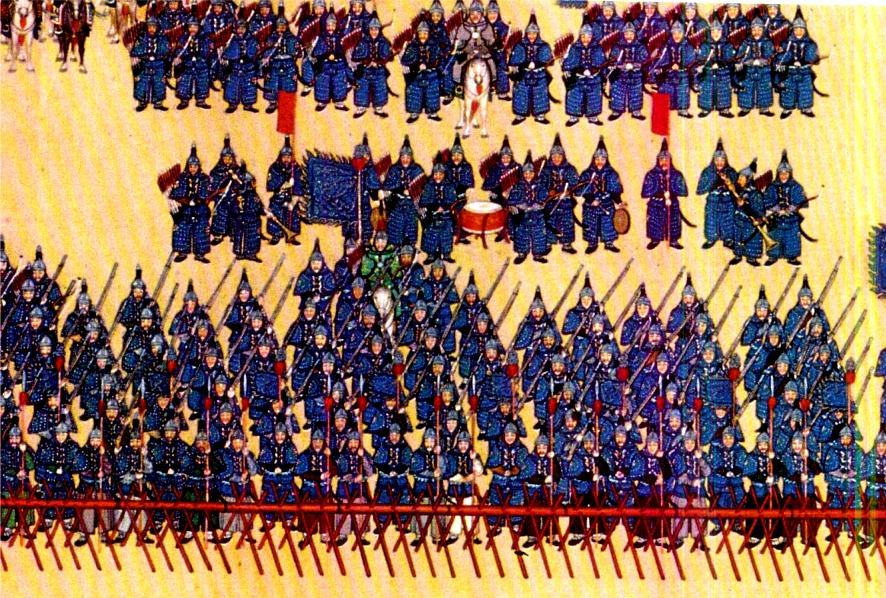
清朝官兵盔甲

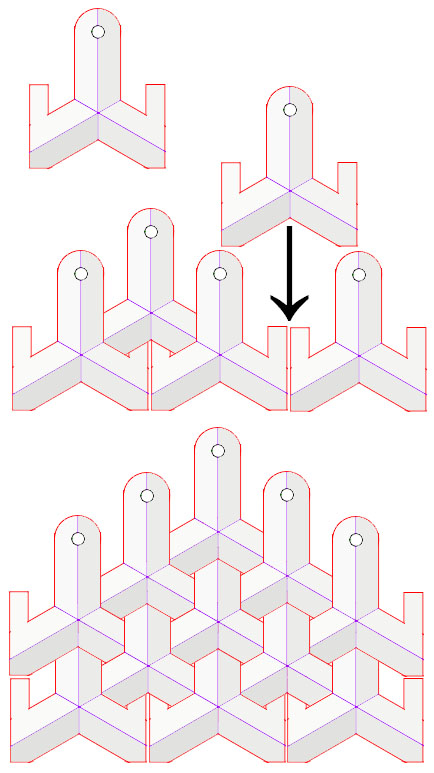
山文甲的結構。

### 古代

#### 中國的盔甲
- 商周甲胄 （商周是青銅器高度發展的時代，但目前僅有西周青銅甲的實物被發現，商代甲胄僅有皮甲）
- 玄甲
- 明光鎧

胸、背皆有兩塊大鐵板保護，腹部和腿部則用鱗甲覆蓋，而且在腹部外另加一塊圓鐵護。配有護肩和護腳。
- 兩當甲
- 絹甲
- 筩袖鎧
- 鎖子甲
- 細鱗甲
- 步人甲

- 山文甲
- 罩甲
- 布面甲(綿甲)

#### 日本的盔甲

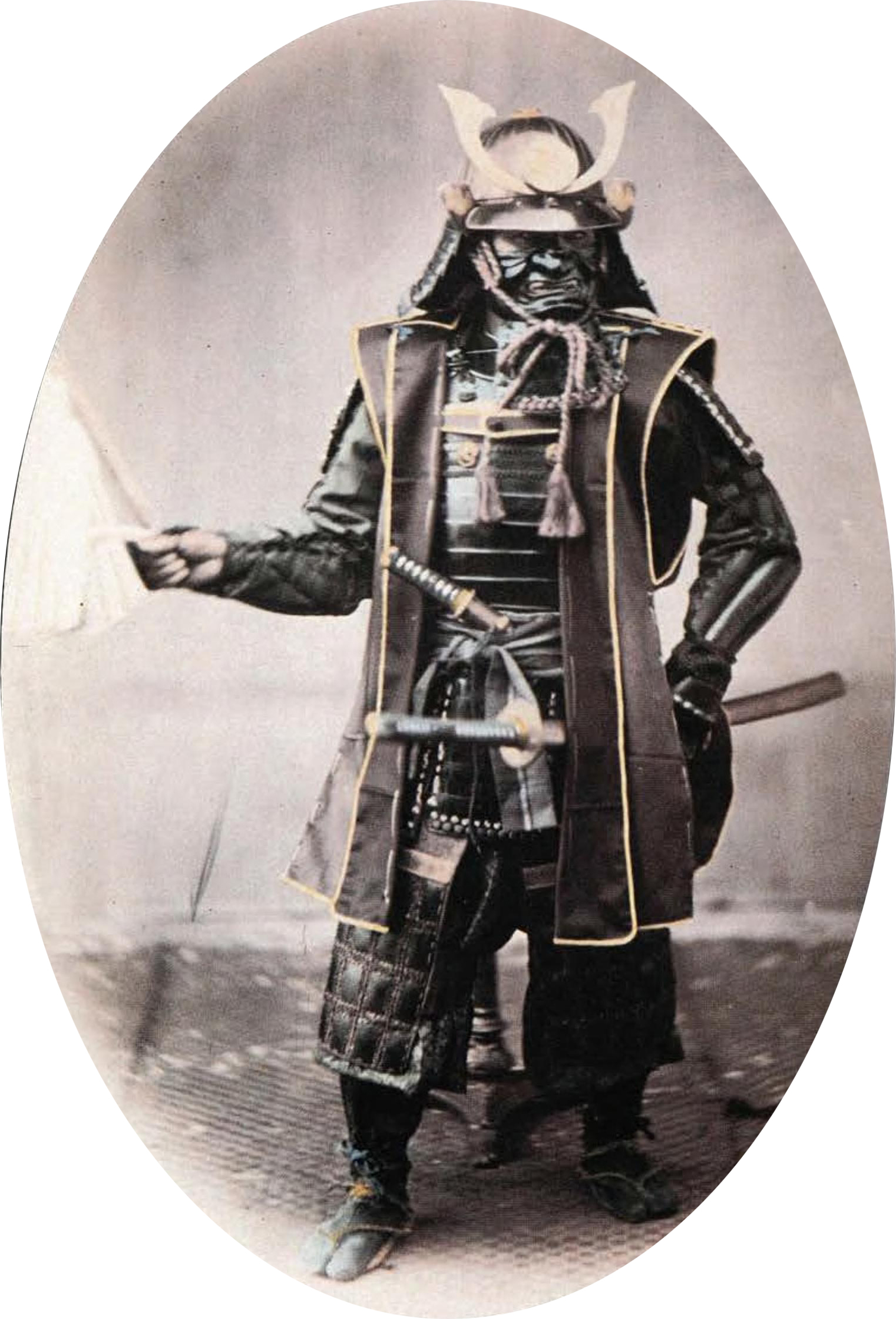
日本的當世具足。

日本的盔甲也是東方國家的代表之一，早期日本盔甲與其他東亞民族的相互影響，打造出的盔甲該地區的典型盔甲相近。而日本獨具特色的大铠則於平安時期開始出現，可以很好的适应当时武士骑射的需要。後來，戰爭的規模越來越大，戰爭型態也日趨複雜，盔甲也因此有了長足的發展，防護越來越全面。在十六世纪又吸收了西洋甲的要素，例如直接使用防护火枪优良的西式胸甲的南蠻甲。日本甲的一个重要组成部分就是起连接大件和防护作用草摺，它的名字可能会引起误解，但它是用金属或皮革的甲片串成。同样的战国时期的日本甲虽然会有竹或木制成的部件，但胸腹部一直是用铁制造。此外日本的盔甲還有個特色，就是華麗誇張的頭飾以及恐怖的面頬護具（描繪鬼怪的模樣等）。豐臣秀吉派兵侵略朝鮮時，據說朝鮮的軍隊在黑夜裡第一次目睹這些牛鬼蛇神似的軍隊登陸，紛紛不戰而逃。這時期的日本盔甲與日本刀也因為製品的精良，成為一個重要的貿易外銷品。
- 短甲
- 挂甲
- 大鎧
- 胴丸
- 腹卷
- 当世具足

#### 歐洲的盔甲

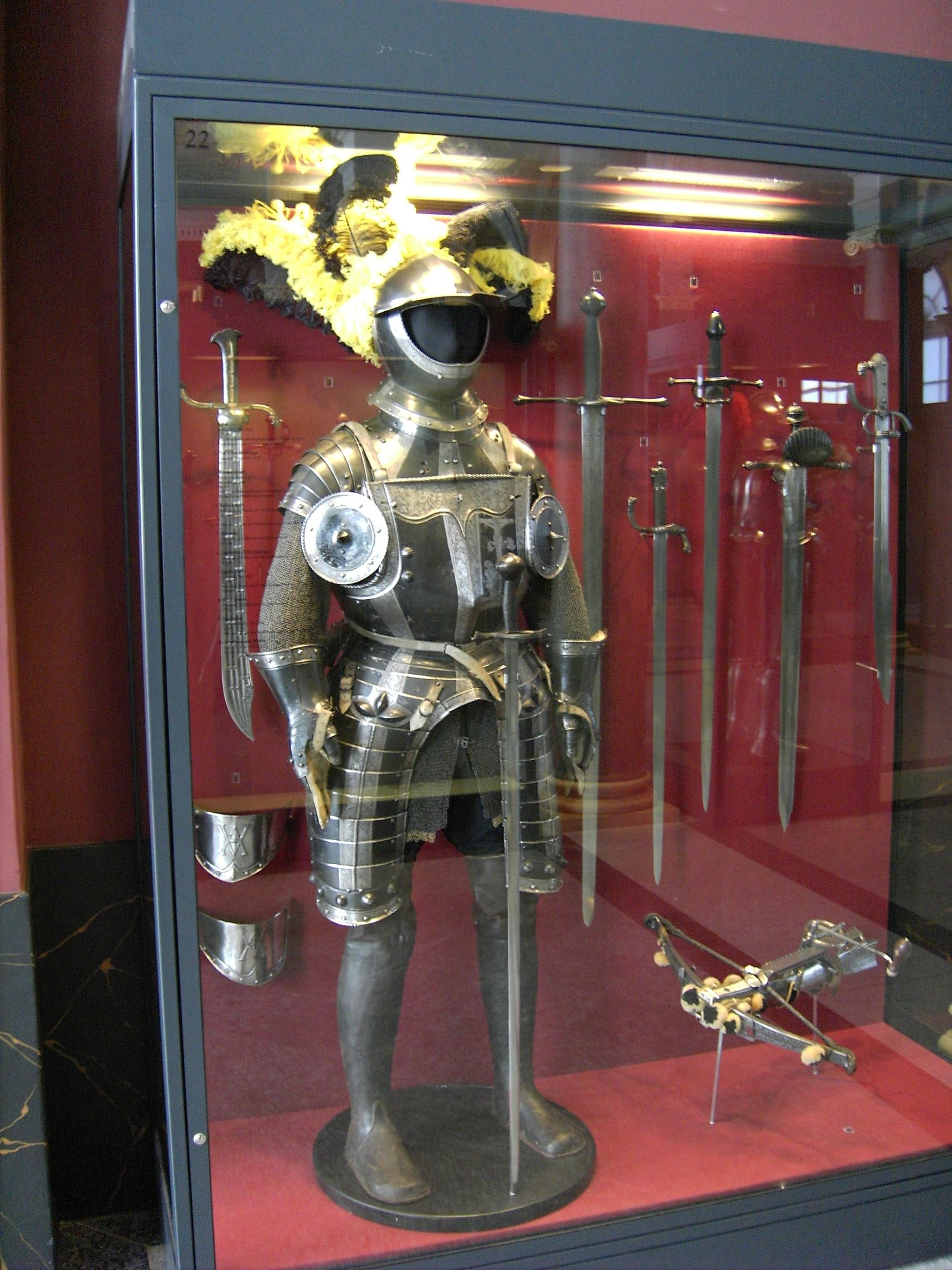
西元十六世紀至十七世紀的歐洲盔甲。

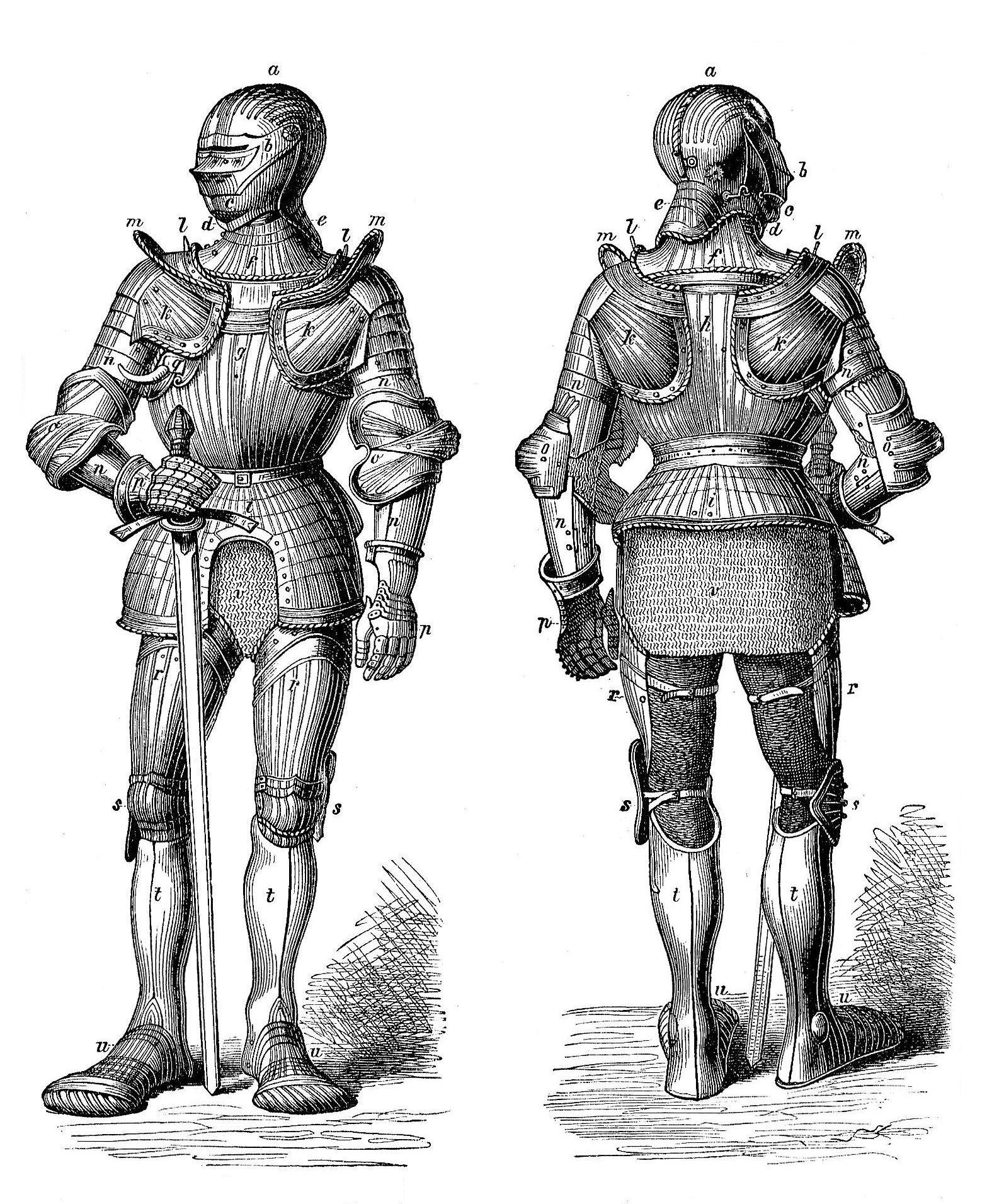
馬克西米利安式盔甲，盔甲上一條一條的稜紋是此種盔甲的特色。

- 衣甲：主要使用非金属成分的材料制作的盔甲，浸油硬化，或者简单地在衣服内夹衬硬材料（包括铁片），在各地和各时期均有使用，也是历史最久的盔甲形式。
- 片甲 /板鱗甲/羅馬板甲：
- 鱗甲：結實的麻布或皮衣裝上了金屬片而成為的盔甲，後來爲羅馬人廣泛使用，后来也在东欧至亚洲的区域流行。
- 鎖子甲/鏈甲：以許多金屬環所編織而成的盔甲，它的樣子跟襯衫相似。在古代中國、波斯、羅馬以及中古歐洲非常盛行。
- 板甲：以金屬製成的一整塊金屬板盔甲、用於保護全身。盛行於中古歐洲、日本幕府時代。古希腊與古罗马时期使用青铜材料，十四世纪出現了用熟鐵浇铸的板甲，十五至十六世纪后出現了鍛打的軟鋼製板金甲，後期演变为四分之三甲等。
  - 哥德式盔甲（Gothic Armour）：最初的全套式盔甲 誕生在義大利米蘭，分為義大利哥德式盔甲、德意志哥德式盔甲、英格蘭哥德式盔甲。
  - 馬克西米利安式盔甲（Maximilian Armour）：研發出新的鍛造方式，使盔甲重量減輕強度卻增加，具有稜紋是其特色，為神聖羅馬帝國皇帝馬克西米利安一世聘專人開發，又稱凹槽盔甲。
    - 馬甲（Barding）：十五世紀末，在歐洲又興起給馬披戰甲的習慣，且是使用全用鐵板製成的座騎甲，貢獻最大者也是馬克西米利安一世。

  - 文藝復興式盔甲（Renaissance Armour）：特色是在盔甲上有使用蝕刻（利用硝酸來腐蝕金屬的工藝技術）作出的裝飾用花紋，另一特色是胸腹前的鎧甲的中央部分有山峰狀的突出，目的是滑開箭矢與銃籽。
    - 作為禮服用的甲冑：銃砲興起而騎士沒落後，甲冑師傅開始沒錢賺，於是開始製作供給王公貴族參與宴會時穿著的華麗甲冑。
    - 競技專用的甲冑：銃砲興起而騎士沒落後，甲冑師傅的另一項出路是製作專門供為騎士競技使用的甲冑，這種專門為比賽製作的甲冑也會作有華麗的裝飾。

### 現代的盔甲
- 防彈背心
- 特氟龍頭盔
- 鋼盔
- 防破片背心

### 未來的盔甲
- 動力服

## 延伸阅读
[在维基数据编辑]
 《欽定古今圖書集成·經濟彙編·戎政典·甲胄部》，出自陈梦雷《古今圖書集成》